# Homalium tomentosum
Homalium tomentosum är en videväxtart som först beskrevs av Étienne Pierre Ventenat, och fick sitt nu gällande namn av George Bentham. Homalium tomentosum ingår i släktet Homalium och familjen videväxter. Inga underarter finns listade i Catalogue of Life.